# Be Happy (Dixie D'Amelio)
Be Happy è un singolo della cantante statunitense Dixie D'Amelio, pubblicato il 26 giugno 2020 su etichetta Dam Jam Records.

## Video musicale
Il videoclip, diretto da Christian Guiton, è stato reso disponibile il 1º luglio 2020.

## Tracce
Testi e musiche di Billy Mann, Christian Medice, Joseph Davis Kirkland e Samantha DeRosa.
Download digitale
1. Be Happy – 3:18

Download digitale – Remix
1. Be Happy (con Lil Mosey feat. Blackbear) (Remix) – 3:11

## Classifiche
| Classifica (2020) | Posizione massima |
| ----------------- | ----------------- |
| Canada            | 56                |
| Irlanda           | 34                |
| Regno Unito       | 55                |
| Stati Uniti       | 101               |